# Guern

Guern este o comună în departamentul Morbihan, Franța. În 1 ianuarie 2022 avea o populație de 1.379 de locuitori.